# 原爆ドーム
座標: 北緯34度23分44秒 東経132度27分13秒 / 北緯34.39556度 東経132.45361度
原爆ドーム（げんばくドーム、英: Atomic Bomb Dome）は、広島県広島市中区にある被爆建造物である。広島平和記念碑（ひろしまへいわきねんひ、英: Hiroshima Peace Memorial）とも呼ばれる。
もともとは広島県の様々な物産を展示するため広島県物産陳列館として開館され、戦時中から原爆投下時までは広島県産業奨励館と呼ばれていた。国の史跡に指定され、国の特別史跡への指定が答申されている（官報告示を経て正式指定となる）。
ユネスコの世界遺産（文化遺産）（ID775）に登録されており、広島市への原子爆弾投下による惨状、平和を訴える記念碑として、負の世界遺産の一つとされている。

## 位置
所在地は広島市中区大手町一丁目10。原子爆弾投下の目標となった相生橋の東詰にあたり、西から南にかけて流れる元安川の対岸と共に、平和記念公園の一部を構成する。北は相生通りを挟んで広島商工会議所ビル、広島市民球場跡地と向き合う。東側約200メートルの位置に、爆心地に比定される島病院がある。

## 被爆以前の歴史

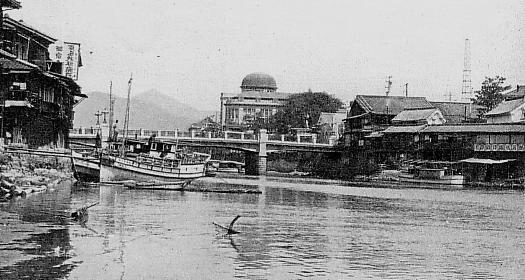
元安橋越しに見た広島県立商品陳列所（1930年ごろ）

| 昭和初期の広島県立商品陳列所（広島市公文書館所蔵、左）と現在の原爆ドーム（右）。対岸のほぼ同じ場所より撮影 |  | 昭和初期の広島県立商品陳列所（広島市公文書館所蔵、左）と現在の原爆ドーム（右）。対岸のほぼ同じ場所より撮影 |
| 昭和初期の広島県立商品陳列所（広島市公文書館所蔵、左）と現在の原爆ドーム（右）。対岸のほぼ同じ場所より撮影 |  | |

### 建設の経緯
広島市は、日清戦争で大本営がおかれたことを契機に軍都として急速に発展していった（広島大本営の項を参照）。経済規模の拡大とともに、広島県産の製品の販路開拓が急務となっていた。その拠点として計画されたのが「広島県物産陳列館」である。1910年（明治43年）に広島県会で建設が決定され、6年後の1915年（大正4年）に竣工した。

### 竣工
1915年（大正4年）4月5日に竣工、同年8月15日に開館した。設計はチェコ人の建築家、ヤン・レッツェル。工事の施工を椋田組が請け負った。建物の一部は当時はまだ珍しかった鉄筋コンクリート造りを採用、地上3階・地下１階建てであった。ドームの先端までの高さは約25メートルあり、ネオ・バロック的な骨格にゼツェシオン風の細部装飾を持つ混成様式の建物であった。レッツェルの起用は、当時の寺田祐之県知事によるものであり、寺田は前職の宮城県知事時代、レッツェルの設計した松島パークホテルを見て彼に物産陳列館の設計を任せることを決めたといわれる。さらに同じころ、レッツェルは宮島ホテル（1917年竣工。現存せず）の設計も手がけている。設計料は4,575円。当時広島市の土地は坪当たり24銭から4円で、石工の日当は90銭から1円10銭、新橋 - 広島間の汽車の運賃は三等車で5円17銭、一等車でも13円33銭であった。

### 原爆投下までの沿革
1919年（大正8年）3月4日から物産陳列館で開催された「似島独逸俘虜技術工芸品展覧会」では、日本で初めてバウムクーヘンの製造販売が行われた。これは、第一次世界大戦中に中国の青島で日本軍の捕虜となり、広島湾に浮かぶ似島の似島検疫所内「俘虜収容所」に収容されていたドイツ人の菓子職人カール・ユーハイムによるものである。
1921年（大正10年）に広島県立商品陳列所と改称し、同年には第4回全国菓子飴大品評会の会場にもなった。1933年（昭和8年）には広島県産業奨励館に改称された。このころには盛んに美術展が開催され、広島の文化拠点としても大きく貢献した。しかし、戦争が長引くなか、1944年（昭和19年）3月31日には奨励館業務を停止し、内務省中国四国土木事務所・広島県地方木材株式会社・日本木材広島支社など、行政機関・統制組合の事務所として原爆投下の日を迎える。

## 被爆以後の歴史

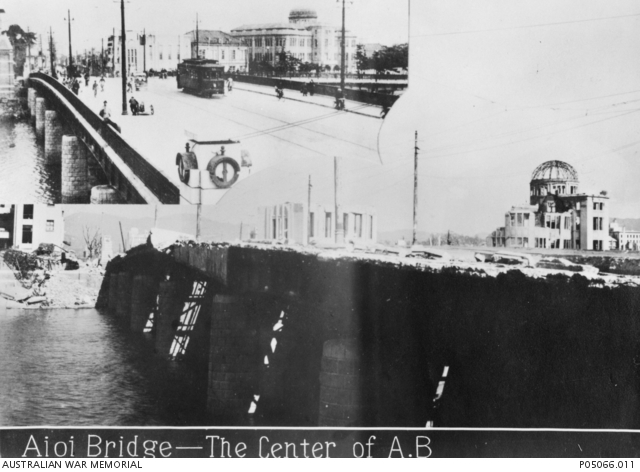
相生橋からの被爆前後

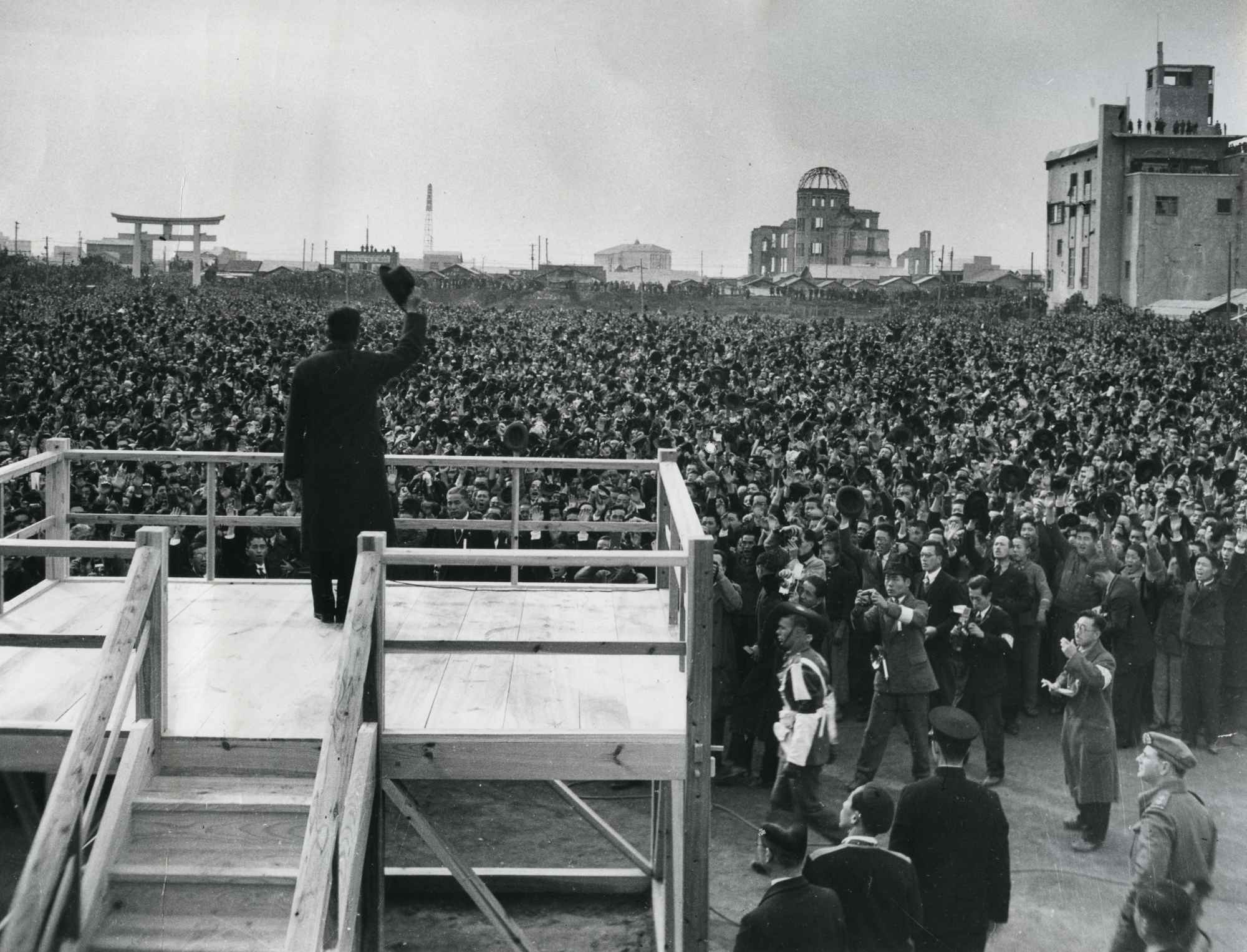
戦後間もなく撮影された原爆ドーム（右上）と広島市民を激励する昭和天皇（1947年撮影）

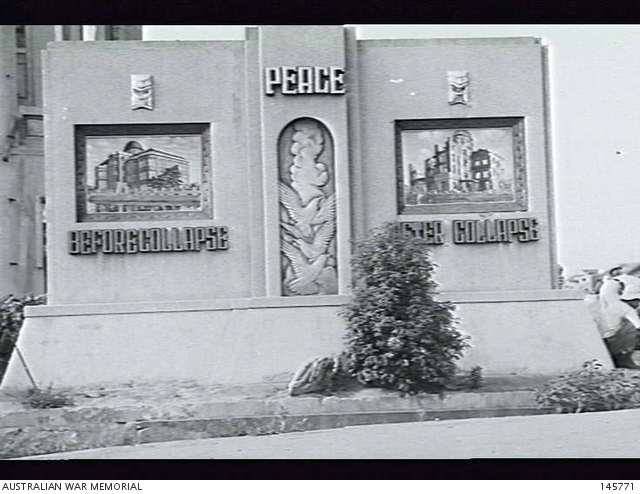
1947年12月、占領下の広島で原爆ドーム前に建立された「平和記念塔」（現存せず）

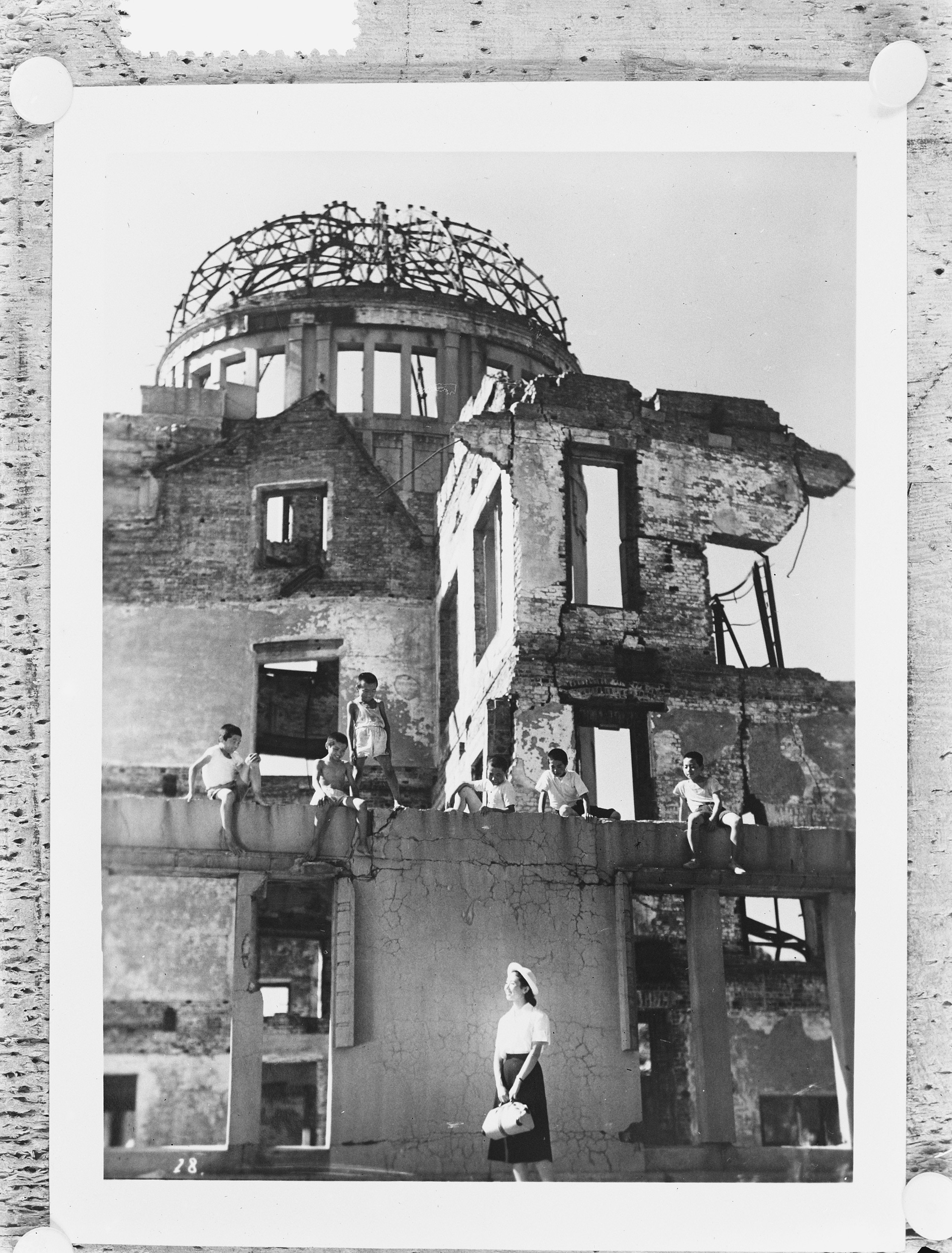
新藤兼人『原爆の子』（1952年）。一番下が乙羽信子。

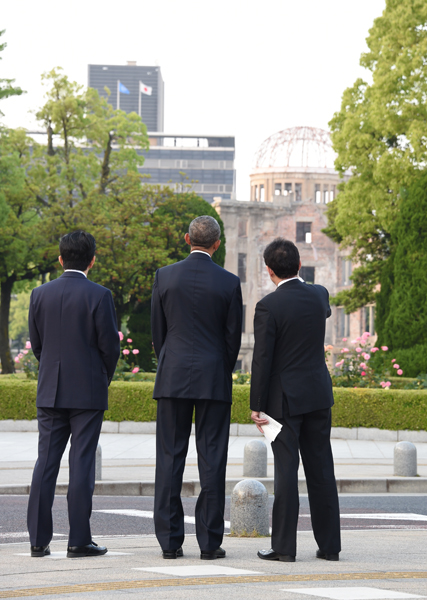
現職アメリカ大統領として初めて広島を訪問したバラク・オバマ（中央）。左は安倍晋三、右は岸田文雄

### 被爆時の状況
1945年（昭和20年）8月6日午前8時15分17秒（日本時間）、アメリカ軍のB-29爆撃機「エノラ・ゲイ」が、建物の西隣に位置する相生橋を投下目標として原子爆弾「リトルボーイ」を投下した。投下43秒後、爆弾は建物の東150メートル・上空約600メートルの地点（現・島内科医院付近）で炸裂した。
原爆炸裂後、建物は0.2秒で通常の日光による照射エネルギーの数千倍という熱線に包まれ、地表温度は3,000℃に達した。0.8秒後には、前面に衝撃波を伴う秒速440メートル以上の爆風（参考として、気温30℃時の音速は秒速349メートルである）が襲い、350万パスカルという爆風圧（1平方メートルあたりの加重35トン）にさらされた。このため建物は、原爆炸裂後1秒以内に3階建ての本体部分がほぼ全壊したが、中央のドーム部分だけは全壊を免れ、枠組みと外壁を中心に残存した。
ドーム部分が全壊しなかった理由として、
1. 衝撃波を受けた方向がほぼ直上からであったこと[注 4]
2. 窓が多かったことにより､爆風が窓から吹き抜ける（ドーム内部の空気圧が外気より高くならない）条件が整ったこと
3. ドーム部分だけは建物本体部分と異なり、屋根の構成材が銅板であったこと。銅は鉄に比べて融点が低いため、爆風到達前の熱線により屋根が融解し、爆風が通過しやすくなったこと

などが挙げられている。ドーム部分は全体が押し潰されるほどの衝撃を受けなかったため、爆心地付近では数少ない被爆建造物（被爆建物）として残った｡
原爆投下時に建物内で勤務していた内務省職員ら約30名は、爆発にともなう大量放射線被曝や熱線・爆風により全員即死したと推定されている｡なお、前夜宿直にあたっていた県地方木材会社の4名のうち、1名は原爆投下直前の8時前後に自転車で帰宅し自宅前で被爆し負傷したものの、原爆投下当日に産業奨励館に勤務していた人物の中で唯一の生存者となった｡
その後しばらくはまだ窓枠などが炎上せずに残っていたものの、やがて可燃物に火がつき建物は全焼して、ついにレンガや鉄骨などを残すだけとなった。

### 「原爆ドーム」としての再出発
広島の復興は、一面の焼け野原にバラックの小屋が軒を連ねる光景から始まった。その中でドーム状の鉄枠が残る産業奨励館廃墟はよく目立ち、サンフランシスコ講和条約により連合軍の占領が終わる1951年（昭和26年）ごろにはすでに、市民から「原爆ドーム」と呼ばれるようになっていた。
復興が進むなか、全半壊した被爆建造物の修復ならびに解体が進められ、当初は産業奨励館廃墟も取り壊すべきだという意見も多かった。新聞は「自分のアバタ面を世界に誇示して同情を引こうとする貧乏根性を広島市民はもはや精算しなければいけない」（夕刊ひろしま、1948年（昭和23年）10月10日付）などと書き立てた。しかし1949年8月6日に広島平和記念都市建設法が制定されると、恒久の平和を誠実に実現しようとする理想の象徴として広島平和記念公園構想が本格化する。とはいえ産業奨励館廃墟については、浜井信三広島市長が予算を使ってまでの保存に疑問を呈する等、不分明な状態であった。
1953年（昭和28年）に、所有権が広島県から広島市に移転されるなかで、原爆ドームこと産業奨励館廃墟の除去はひとまず留保され、1955年（昭和30年）には丹下健三の設計による広島平和記念公園（平和公園）が完成した。この公園は、原爆ドームを北の起点として原爆死没者慰霊碑・広島平和記念資料館が南北方向に一直線上に位置するよう設計されており、原爆ドームをシンボルとして際立たせる意図があった。
原爆ドームは原子爆弾の惨禍を示すシンボルとして知られるようになったが、1960年代には風化が進んで崩落の危険が生じた。一部の市民からは「見るたびに原爆投下時の惨事を思い出すので、取り壊してほしい」という根強い意見があり、存廃の議論が活発になった。1960年の広島新聞の調査では、被曝体験者の1/3が取壊しを希望していた。広島市当局は当初「保存には経済的に負担がかかる」「貴重な財源は、さしあたっての復興支援や都市基盤整備に重点的にあてるべきである」などの理由から原爆ドーム保存には消極的で、一時は取り壊される可能性が高まっていたが、議論の流れを変えたのは、市内の大下学園祇園高等学校の生徒・楮山ヒロ子の日記である。
楮山ヒロ子は、1歳のときに爆心地1kmの広島市平塚町（現在の中区東平塚町・中平塚町・西平塚町）の自宅で被爆し、15年後の1960年（昭和35年）に「あの、いたいたしい、産業商れい管だけがいつまでもおそるげん爆を世にうったえてくれるだろうか（1959年8月6日付、原文ママ）」などと日記に書き遺し、被爆による放射線障害が原因とみられる急性白血病のため16歳で亡くなった。この日記を読み感銘を受けた平和運動家の河本一郎や中高生らによる「広島折鶴の会」が中心となって6年以上にわたる保存を求める署名・募金等の運動が続く中、メディアにも取り上げられ全国的広がりを見せるようになった。1966年（昭和41年）11日に広島市議会が永久保存することを決議する。工費は全国からの募金によって賄われることとなった。爆心160m地点で既に建物は崩壊寸前、近くを電車が通ると壁が揺れるほどであった。そこで保存にあたった清水建設は壁に触れることなく壁の両側に組んだ足場を窓を通して繋ぐ方法（通称：モチ網焼き工法）を取り、1万カ所を超えるひび割れの補強修復のためには、壁に細いドリルで開け、そこに無数の穴の空いた鉄パイプを差し込み、エポキシ樹脂を圧力をかけて注入していき、ひび割れを埋めるという広島大学佐藤重夫教授（当時）の工法を採用した。
3か月間ほどの作業の後、1967年には保存工事が完了。その後定期的に補修工事が施されるなど広島市単体での保存・管理が続いていたが、被爆50年にあたる1995年（平成7年）に国の史跡に指定され、翌1996年12月5日には、ユネスコの世界遺産（文化遺産）への登録が決定された。世界遺産ブームのなか、さまざまな年代・国籍の人が多く訪れるようになった一方、立ち入り禁止区域に入って落書きや悪ふざけをするなどの迷惑行為が問題になっている。

## 世界遺産への登録

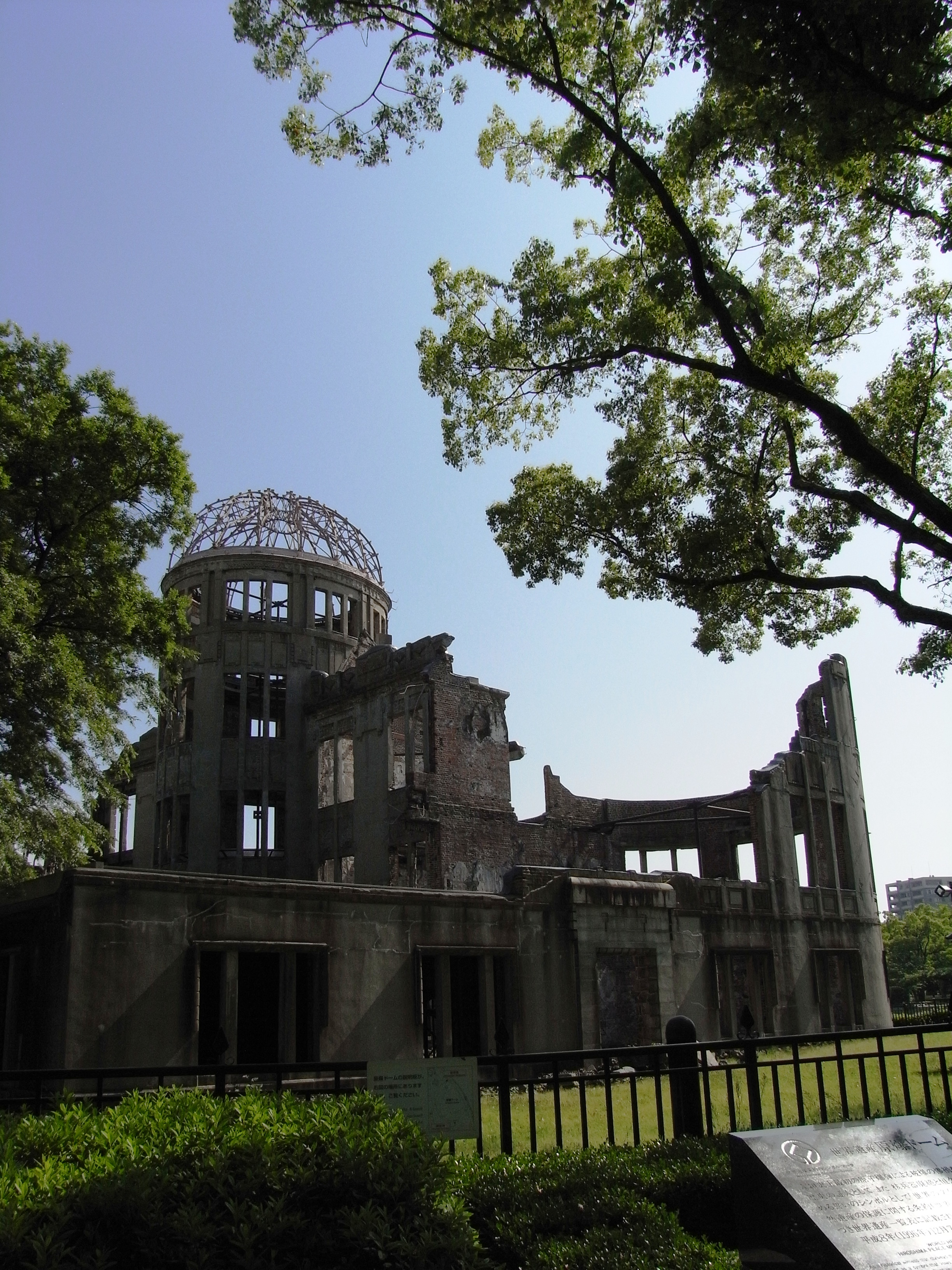
北側より撮影

### 経緯
1992年（平成4年）に日本国政府が世界遺産条約を受諾したことを契機に、同年9月に広島市議会が「原爆ドームを国の世界遺産候補リストに登録するよう要望する」意見書を採択。市長は翌年1月に要望書を文化庁に提出した。全国的な署名運動も始まり、1994年に165万人分超の署名を添えた国会請願が衆議院・参議院両本会議で採択された。1992年当初、日本国政府は「世界遺産への推薦には『その遺産が国内法（文化遺産であれば日本では文化財保護法）で保護されていること』が条件」であるとしており、「原爆ドームは歴史が浅く、文化財に指定できないため、推薦要件を満たさない」として原爆ドームの推薦には消極的であった。文化庁が消極的だった背景には、当時のアメリカ合衆国や中華人民共和国・大韓民国を刺激したくないという政治的配慮が強く働いていたが、結果としてこれが署名運動の盛り上がりにつながり、上記のような多数の署名者を得ることになった。
1995年3月、文部省（当時）は文化財保護法に基づく史跡名勝天然記念物指定基準を改正し、同年6月に原爆ドームを国の史跡に指定した。これを受けて、日本国政府は同年9月に原爆ドームを世界遺産に推薦した。原爆ドームの登録審議は、1996年12月にメキシコのメリダ市で開催された世界遺産委員会会合において行われた。このとき、アメリカ合衆国は原爆ドームの登録に強く反対し、調査報告書から「世界で初めて使用された核兵器」との文言を削除させた。また、中華人民共和国は「日本の戦争加害を否定する人々に利用されるおそれがある」として審議を棄権した。審議の結果、原爆ドームは文化遺産として登録された。

### 登録基準
この世界遺産は世界遺産登録基準のうち、以下の条件を満たし、登録された（以下の基準は世界遺産センター公表の登録基準からの翻訳、引用である）。
- (6) 顕著で普遍的な意義を有する出来事、現存する伝統、思想、信仰または芸術的、文学的作品と直接にまたは明白に関連するもの（この基準は他の基準と組み合わせて用いるのが望ましいと世界遺産委員会は考えている）。

基準(6)のみの適用で登録されているのは例外的なケースだが、比較的歴史の浅い負の世界遺産にはしばしば見られる傾向である。

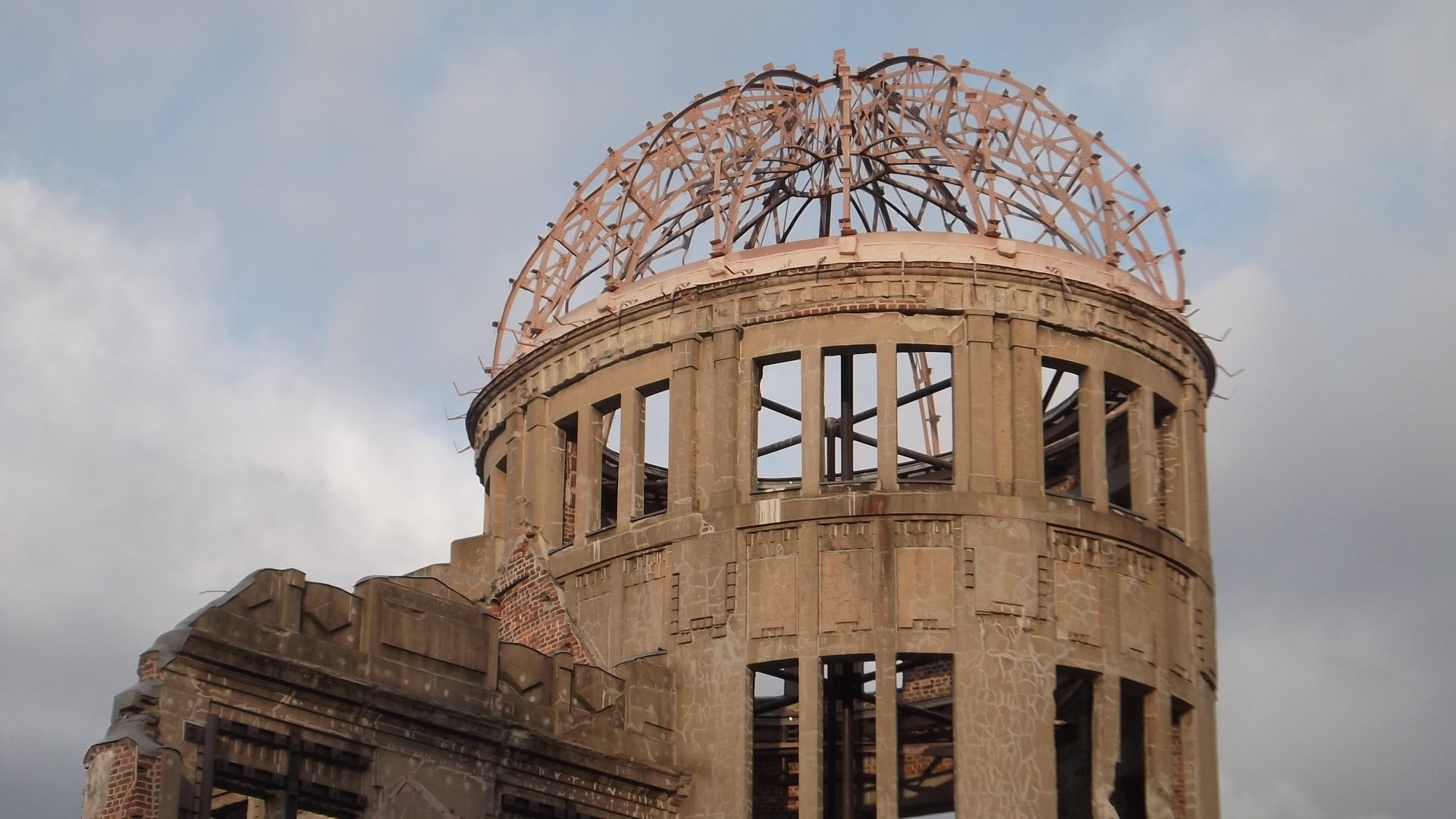
原爆ドーム（2012年11月撮影）
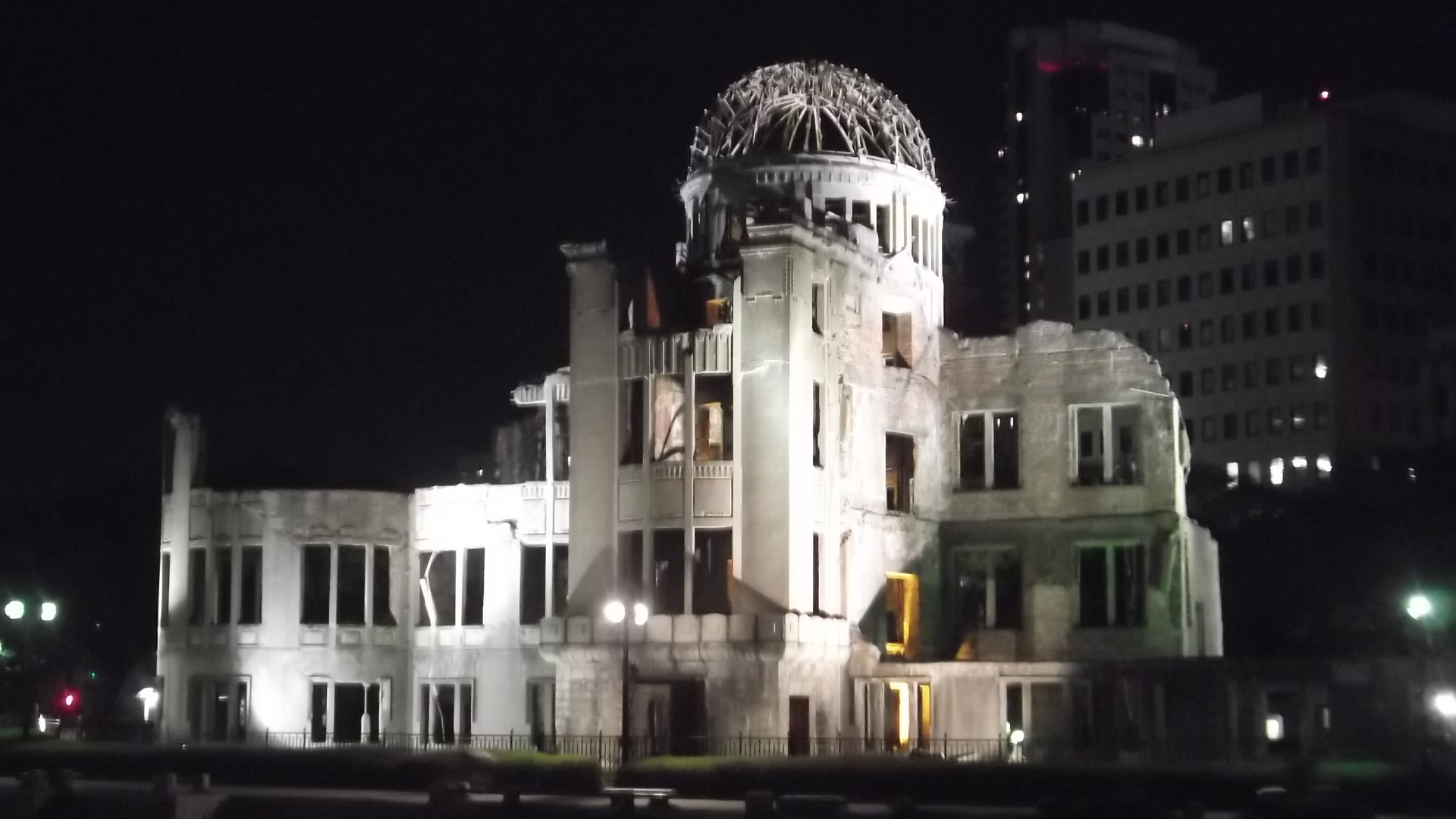
ライトアップされた「原爆ドーム」
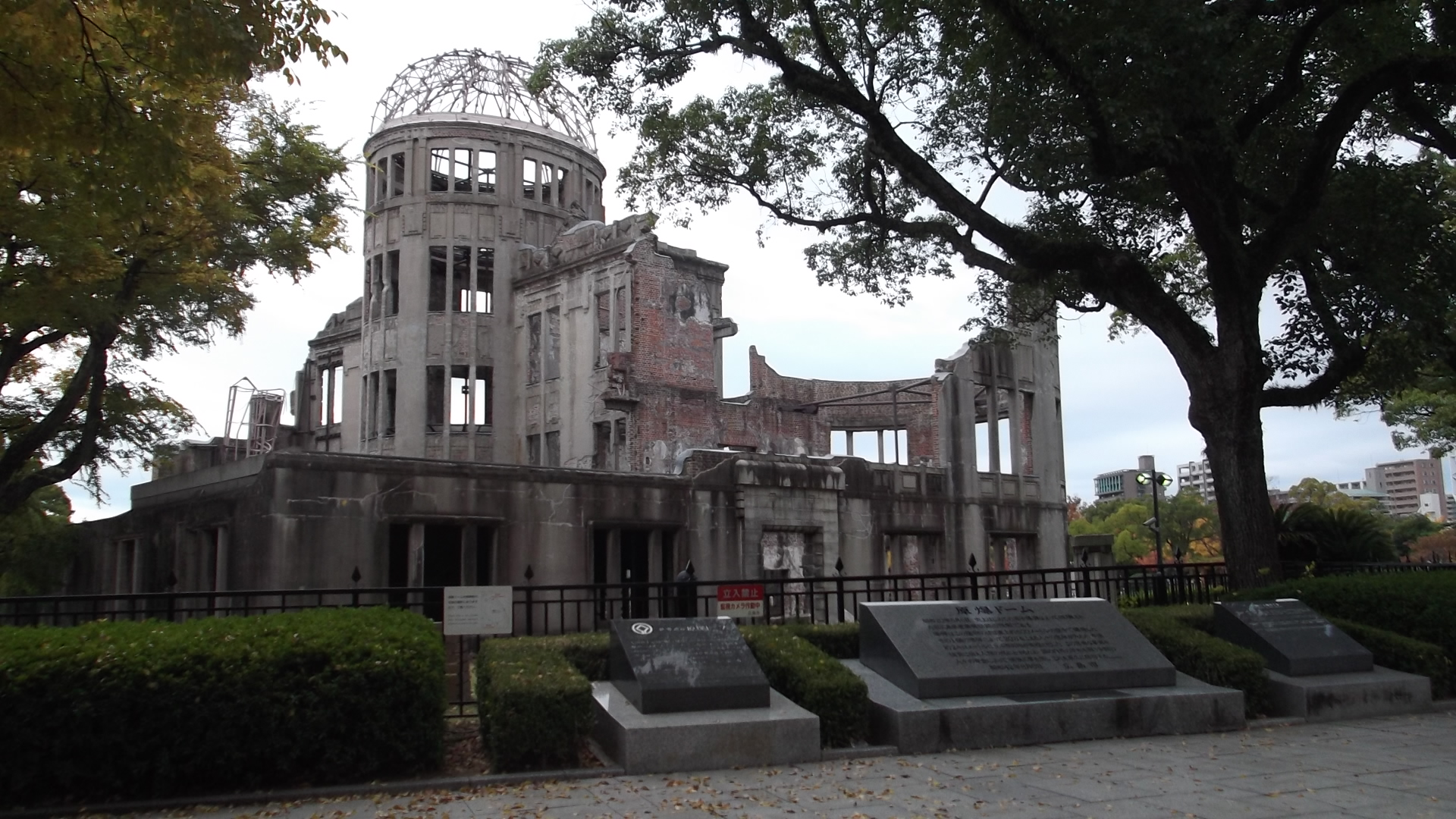
原爆ドーム（2012年11月撮影）
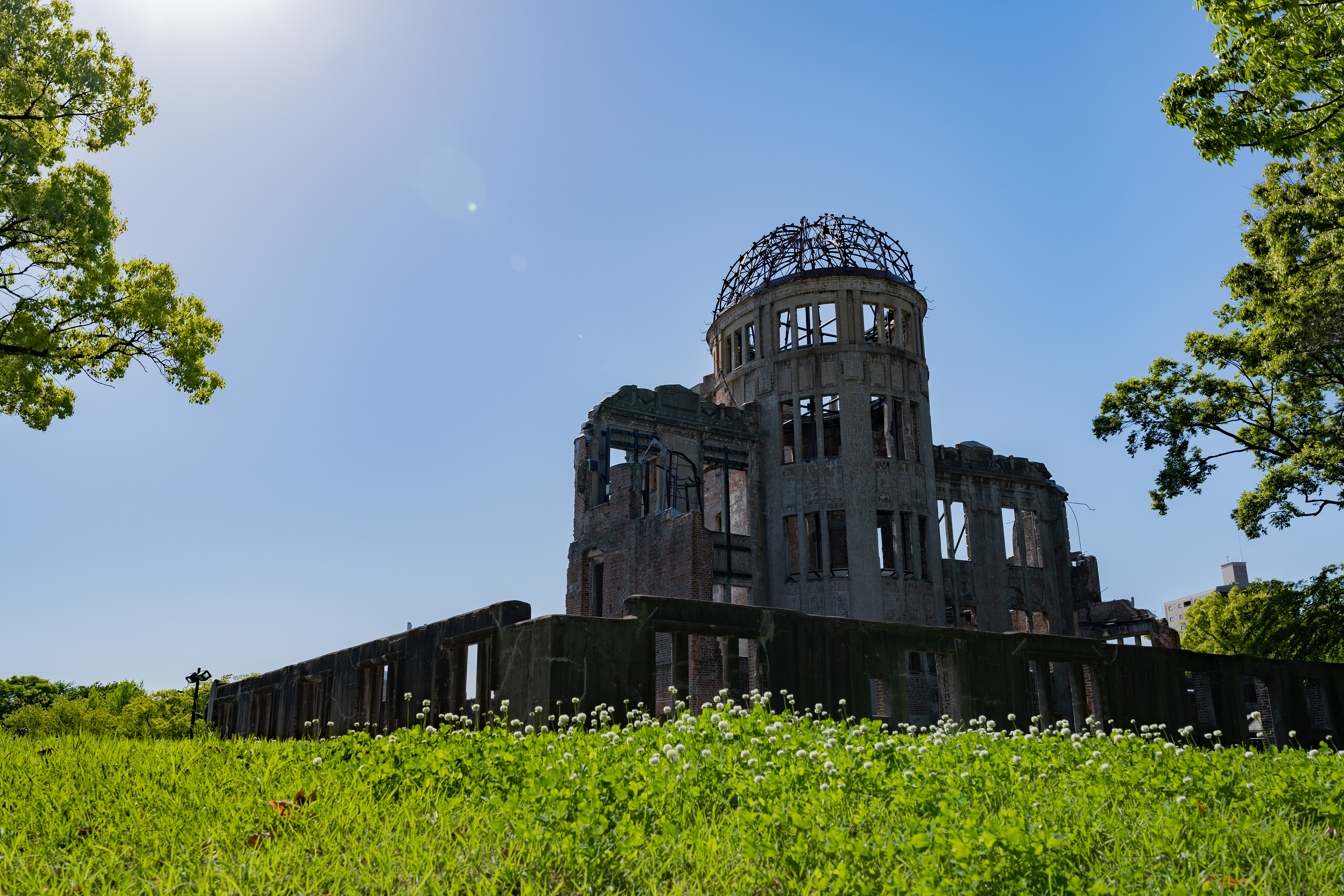
原爆ドーム（2022年4月撮影）

## 問題点

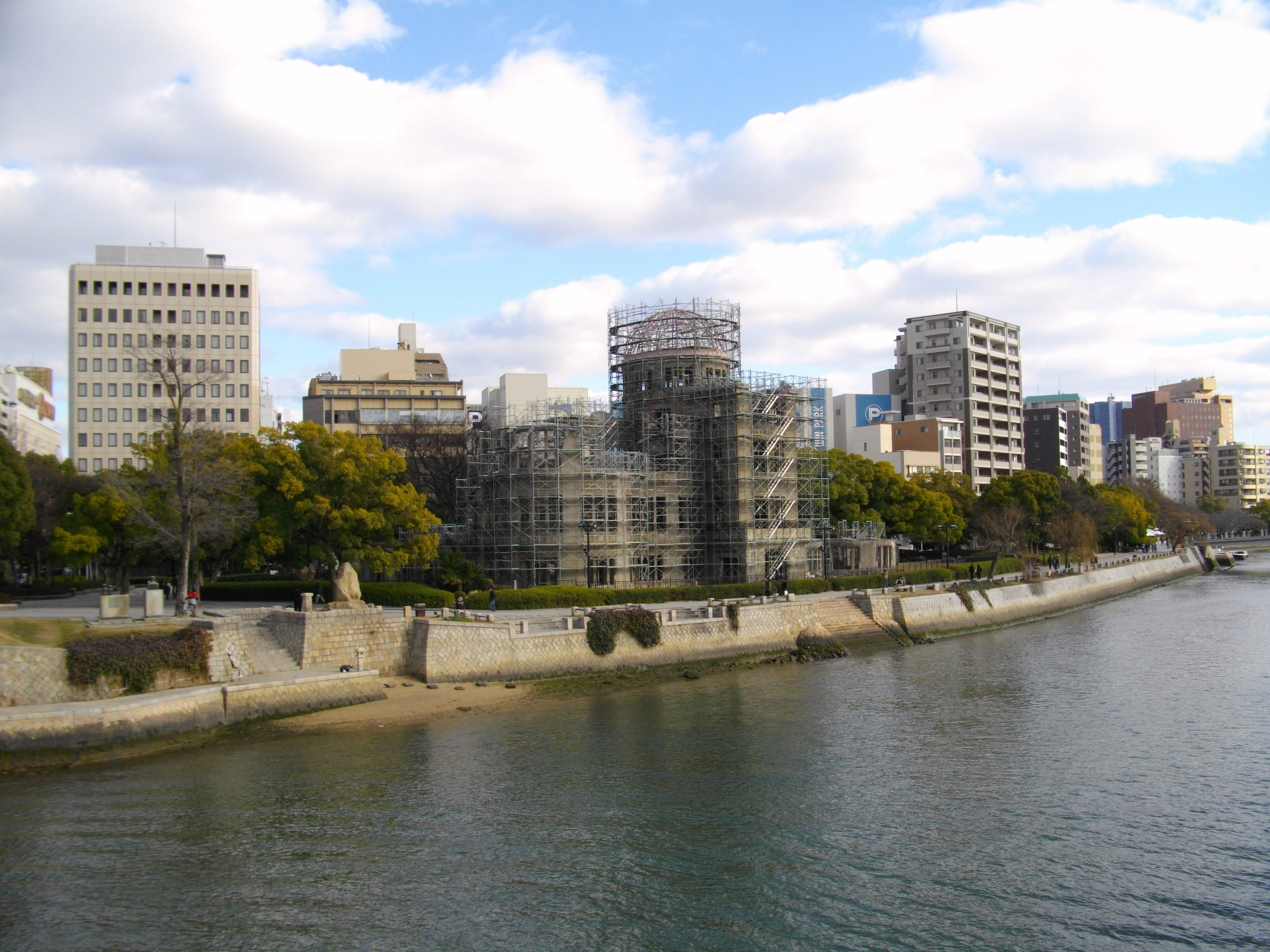
原爆ドームの健全度調査（2009年）

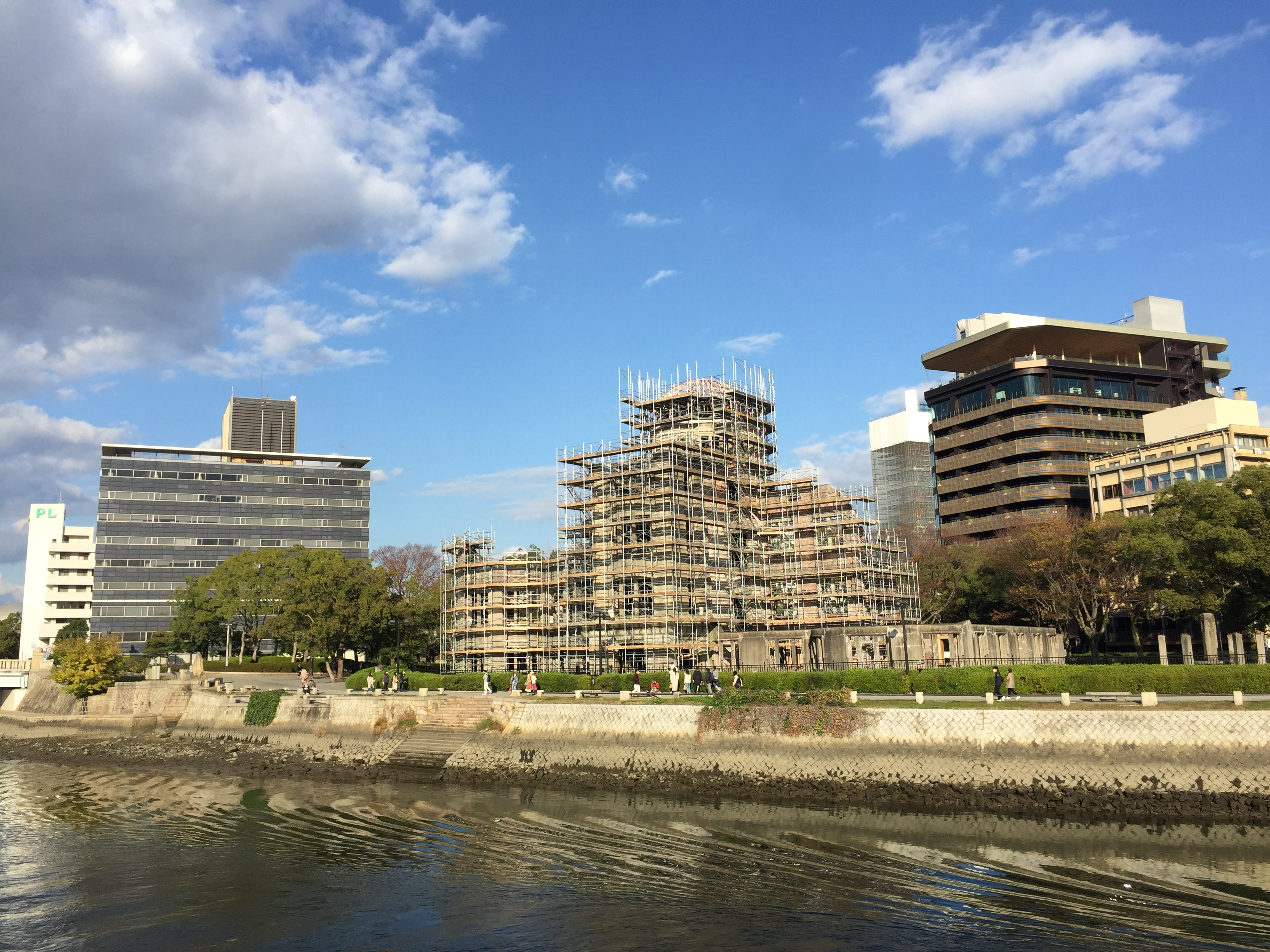
第5回工事で鉄骨の塗り直し、補強材の補修が行われている（2020年）

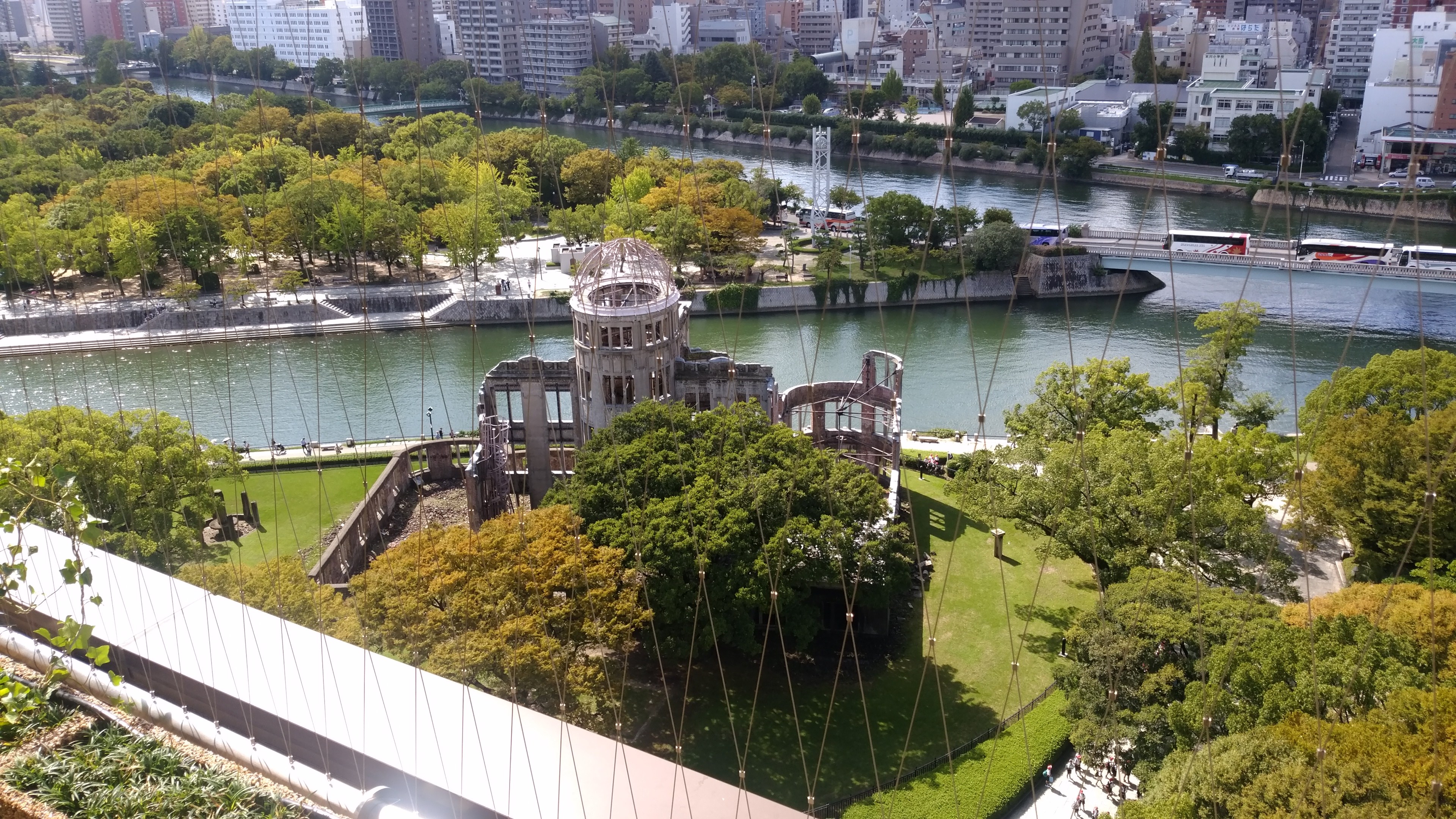
おりづるタワーから撮影。
建物内には原爆投下当時のがれきが散乱し、保存のために免震装置を下部に入れることに対して反対意見の理由になっている。
また、外部から目立たないように補強の鋼材が入れられていることが上部から見たときに分かる。

### 保存についての問題
原爆ドームは単なる戦争遺跡というだけでなく、核兵器による破壊の悲惨さの象徴・人類全体への警鐘といったメッセージ性のある遺産、犠牲者の墓標という性格を持つため、保存に際しては「可能な限り、破壊された当時の状態を保つ」という特殊な必要性をはらんでいる。作業は鉄骨による補強と樹脂注入による形状維持・保全が主であり、崩落や落下の危険性のある箇所はそのたびに取り除かれている。定期的な補修作業・点検や風化対策にもかかわらず経年による風化も確認されるが、ほかの世界遺産で施されるような一般的な意味での修復や改修・保全とは別種の困難が伴う。
1967年に保存工事を実施。その後、市民の募金と広島市の公費により1989年に補修材劣化の抑制を含む2度目の大規模な保存工事を実施した。1989年に行われた2回目の大補修以降、3年に1度の割合で健全度調査が行われている。2002年の第3回保存工事では雨水対策や旧倉庫天井スラブに対する保存措置が行われている。
日本列島は常に地震の脅威にさらされているため、保存工事では大型地震に対しての耐震性も考慮されている。ただし、耐震強度計算および工事計画はあくまでも理論上の数値に基づいているため、地震の規模や加重のかかり方が想定外の場合、崩落する危険性を常に抱えている。なお2001年3月24日の芸予地震では、広島市中区は震度5弱の揺れに遭遇したが、この時は目立った被害はなかった。
2004年以降、原爆ドームの保存方針を検討する「平和記念施設のあり方懇談会」が開催されている。保存にあたっては
- 自然劣化に任せ、保存の手を加えない
- 必要な劣化対策（雨水対策や地震対策）を行い、現状のまま保存
- 鞘堂、覆屋の設置
- 博物館に移設

以上の4つの案が提案されたが、2006年に「必要な劣化対策を行い、現状のまま保存」とする方針が確認された。

### 危機遺産への登録問題
| 相生橋から見た原爆ドーム。マンション建設前（左）とマンション建設後（右） |  | 相生橋から見た原爆ドーム。マンション建設前（左）とマンション建設後（右） |
| 相生橋から見た原爆ドーム。マンション建設前（左）とマンション建設後（右） |  |                                                                          |

2006年、原爆ドームとその緩衝地帯から道路を1本挟んだ大手町1丁目の土地に高層マンション建設計画が進んでいることが明らかになった。
周辺の景観が破壊され、同様の景観問題を抱えていたケルン大聖堂のように危機遺産リストに登録されてしまうのではないかと問題になった。

## アクセス

### 鉄道

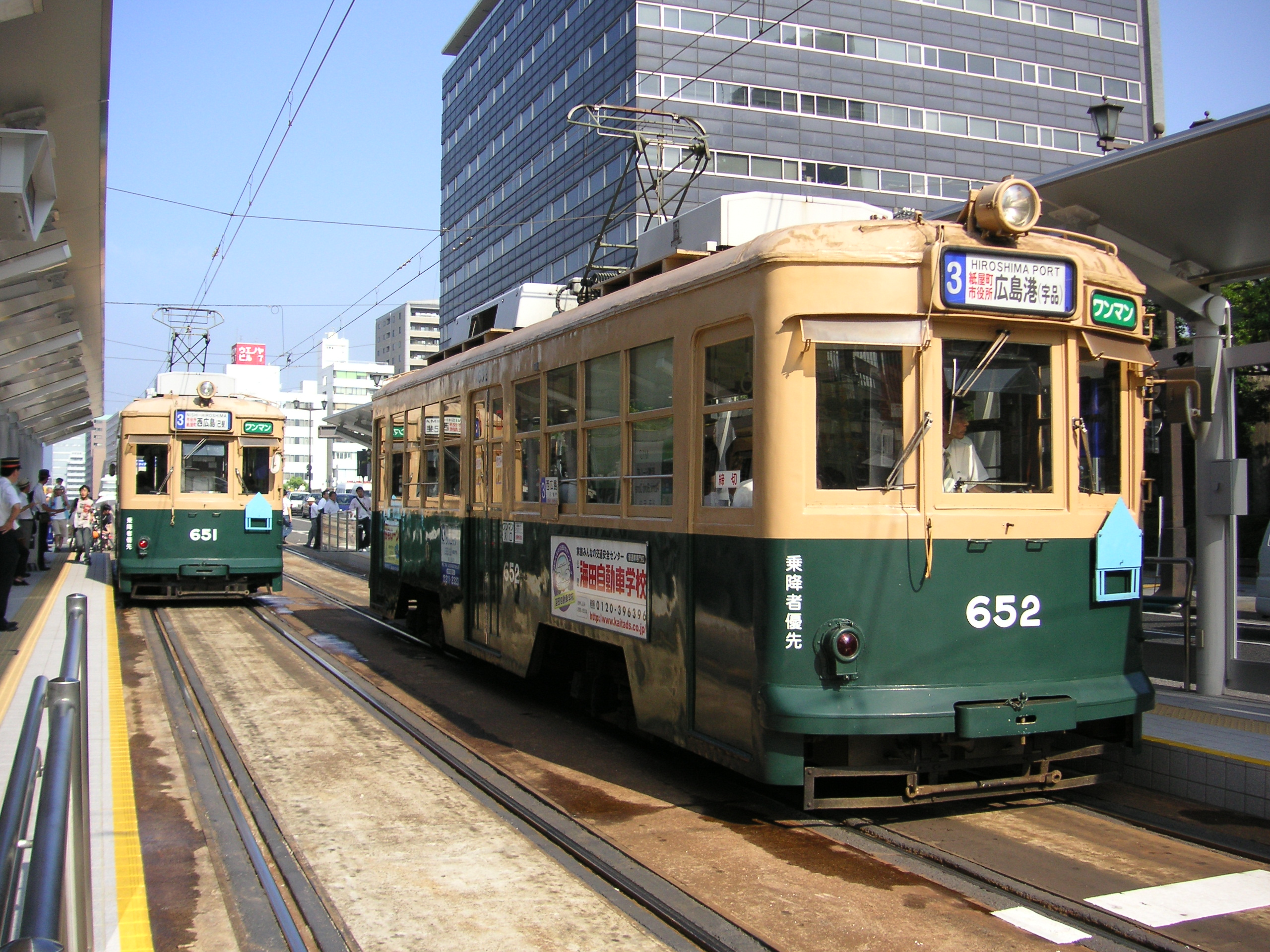
広島電鉄「原爆ドーム前電停」と原爆の日にすれ違った被爆電車

広島電鉄の2・3・6・7系統で原爆ドーム前電停下車。この区間は、今も走る原爆の被害を受けた被爆電車による平和学習のための貸切電車によく用いられる。かつての電停名は、投下目標としても使われた相生橋だったが、原爆ドームへの行き方をたずねてくる利用客が多いことから、1974年より「原爆ドーム前」と改名した。
アストラムラインの最寄駅は本通駅であり、徒歩5分。

### バス
広電バス、広島バスほかの路線で、原爆ドーム前、紙屋町、本通りバス停下車。8月6日の平和記念式典では、平和大通りは交通規制が行われる。平和大通りを経由するバスは迂回運行となるので注意。平和大通り側からは平和記念公園バス停下車。広島駅から原爆ドーム前バス停に停車するバスの行先表示には「Via A-Bomb Dome」と英語で記されており、平和記念公園バス停に停まるバスには「Via Peace Memorial Park」と記されている。郊外路線や高速バスの発着する広島バスセンターからは徒歩5分程度。

### 自家用車
地下街紙屋町シャレオのシャレオ駐車場のほか広島センタービルの駐車場、エディオンお客様駐車場など、付近に大きな駐車場がいくつかある。ただし土曜、日曜、祝日は混雑している。観光バスに関しては平和記念公園内に駐車場がある。

### 航空
広島空港からはエアポートリムジンの広島バスセンター行に乗車すれば、下車後、徒歩5分程度。広島駅（新幹線口）行に乗車した場合は、下車後に広島駅の南口に出て、前述の路面電車で行くのが一般的である。岩国空港からは岩国駅までいわくにバスに乗り、山陽本線で西広島か横川まで40 - 50分。西広島・横川からバスか路面電車で10分程度。